# Eburostola amazonica
Eburostola amazonica är en skalbaggsart som först beskrevs av Friedrich F. Tippmann 1960.  Eburostola amazonica ingår i släktet Eburostola och familjen långhorningar. Inga underarter finns listade i Catalogue of Life.